# بويغريغ
بلدية بوجريج (بالكاتالانية: Puig-reig) هي إحدى بلديات مقاطعة برشلونة، والتي تقع في منطقة كاتالونيا، شرق إسبانيا.
يبلغ عدد سكانها 4.238 نسمة وفقاً لإحصائية سنة (2007).

## أعلام
- جوسيب بونس
- أوريول روسيل